# جائزة البرازيل الكبرى 1989
جائزة البرازيل الكبرى 1989 هو سباق فورمولا 1 أقيم بتاريخ 26 مارس 1989 في ريو دي جانيرو. كان الأول من أصل 16 في بطولة العالم لسباقات الفورمولا واحد موسم 1989. فاز بالمركز الأول البريطاني نايجل مانسيل وجاء ثانيا الفرنسي ألن بروست.